# Estrena
|  | Per a altres significats, vegeu «Estrena (espectacle)». |

Estrena, segons el Diccionari català-valencià-balear, és una gratificació que es dona quan es vol celebrar l'inici d'alguna cosa. També s'aplica a un fet o circumstància que es produeix per primera vegada.
A l'antiga Roma, una strena era l'obsequi que es donava el dia primer de gener. Segurament la paraula deriva del sabí strena, que significa "regal de bona sort". Se suposava que el costum estava relacionat amb la deessa Estrènia (en llatí Strenia), que portava sort i bona fortuna a les cases i a les famílies. Des de temps antic, a Roma, durant les Saturnàlia, unes festes que se celebraven del 17 al 23 de desembre en honor a Saturn, es feia un intercanvi de regals entre les persones.
Segons Varró, el costum de la estrena es remuntava als orígens de la ciutat de Roma, i l'havia instituït el rei sabí Titus Taci, que el dia primer de gener va prendre una branca de l'arbor felix (potser un llorer) del bosc sagrat de la deessa Estrènia, com a símbol de bons auguris. L'intercanvi de regals va ser molt popular, i els autors, per exemple Ovidi, en parlen amb freqüència. Ovidi diu que en el seu temps el millor presagi era regalar una moneda d'or. Els més pobres donaven una moneda de coure daurada.
La paraula s'aplicava als regals que es feien durant l'inici de l'any nou a les Calendas de gener. Un senatusconsultum ordenava presentar regals a August al Capitoli encara que en fos absent. El que rebia un regal generalment en feia un altre a canvi (strenarum commercium). Tiberi, que era molt avar, deixava Roma a primers de gener per no haver de fer els regals de devolució i va acabar prohibint fer els regals del gener. El costum es va perdre però va renéixer tot seguit amb Calígula i altre cop va ser abolit per Claudi. En algun moment es devia restaurar, perquè encara s'esmenta en temps de Teodosi I el Gran i Arcadi, però no se sap quan va ser.